# Брідська сільська рада
| Брідська сільська рада — колишній орган місцевого самоврядування у Іршавському районі Закарпатської області з адміністративним центром у с. Брід. Розташована в передгірській низовині, на берегах річки Іршавка. Сільській раді були підпорядковані населені пункти: - с. Брід - с. Дешковиця |

## Склад ради
Рада складалася з 20 депутатів та голови.

## Керівний склад сільської ради
| ПІБ                     | Основні відомості                                                 | Дата обрання | Дата звільнення |
| ----------------------- | ----------------------------------------------------------------- | ------------ | --------------- |
| Ломага Михайло Іванович | Сільський голова, 1960 року народження, освіта                    | 26.03.2006   | 31.10.2010      |
| Ломага Михайло Іванович | Сільський голова, 1960 року народження, освіта вища, безпартійний | 31.10.2010   |                 |

Примітка: таблиця складена за даними джерела

## Архітектурні та історичні пам'ятки
- дерев'яна Покровська церква в с. Дешковиця — XVII ст.

## Корисні копалини
- камінь-андезит
- залізна руда
- боксити (сировина для виготовлення алюмінію)

## Видатні люди
- А.Дешко (1816—1874) — філолог, працював у гімназіях Кам'янець-Подільська, Симбірська, Пскова, в 1855 р. видав угорську граматику російською мовою
- Сак Юрій Михайлович (1917—1998) — відомий вчений, доктор філологічних наук, професор, знавець класичних мов.

## Населення
Згідно з переписом УРСР 1989 року чисельність наявного населення сільської ради становила 2739 осіб, з яких 1295 чоловіків та 1444 жінки.
За переписом населення України 2001 року в сільській раді мешкали 3072 особи.

### Мова
Розподіл населення за рідною мовою за даними перепису 2001 року:
| Мова       | Відсоток |
| ---------- | -------- |
| українська | 99,48 %  |
| російська  | 0,39 %   |
| угорська   | 0,07 %   |
| білоруська | 0,03 %   |
| молдовська | 0,03 %   |